# Аллегория
Аллего́рия (от др.-греч. ἀλληγορία — иносказание) — художественное представление идей (понятий) посредством конкретного художественного образа или диалога.
В других источниках указано что Аллего́рия (ж. греч.) иносказание, выражение одного понятия или представления другим, или художественное обособление отвлечённых понятий посредством конкретных представлений. Также инословие, иноречие, околица, обиняк, проображение, то есть речь, картина, изваяние в переносном смысле; притча; картинное, чувственное изображение мысли.

## Описание
Как троп аллегория используется в стихах, притчах, моралите. Она возникла на почве мифологии, нашла отражение в фольклоре и получила своё развитие в изобразительном искусстве. Основным способом изображения аллегории выступает обобщение человеческих понятий; представления раскрываются в образах и поведении животных, растений, мифологических и сказочных персонажей, в неживых предметах, которые получают переносное значение.
Пример: правосудие — Фемида (женщина с весами).
Аллегория — художественное представление абстрактных понятий и обобщений с помощью конкретных образных воплощений. Художник изображает и представляет веру, любовь, душу, справедливость, раздор, славу, войну, мир, весну, лето, осень, зиму, смерть и тому подобные понятия живыми существами и конкретными образами. Прилагаемые этим живым существам качества и наружность заимствуются у поступков и следствий того, что соответствует заключённому в этих понятиях обособлению, например, обособление боя и войны обозначается посредством военных орудий, времён года — с помощью соответствующих им цветов, плодов или же занятий, беспристрастность — посредством весов и повязки на глазах, смерть — посредством клепсидры и косы.
Очевидно, аллегории недостаёт полной пластической яркости и полноты художественных творений, в которых понятие и образ вполне друг с другом совпадают и производятся творческой фантазией неразлучно, как будто сросшимися от природы. Аллегория колеблется между происходящим от рефлексии понятием и хитроумно придуманной его индивидуальной оболочкой и вследствие этой половинчатости остаётся холодной.
Аллегорическое толкование Библии — основной метод Александрийской богословской школы. Заметнее господство аллегории в Риме. Но сильнее всего она властвовала в поэзии и искусстве Средних веков с конца XIII века, в то время брожения, когда наивная жизнь фантазии и результаты схоластического мышления взаимно соприкасаются и, насколько возможно, стараются проникнуть друг в друга. Так — у большинства трубадуров, у Вольфрама фон Эшенбаха, у Данте. «Feuerdank», греческая поэма XVI века, в которой описывается жизнь императора Максимилиана, может служить примером аллегорическо-эпической поэзии.
Аллегория имеет особое применение в животном эпосе.
Различные искусства подходят к применению этого художественного приёма по-разному. Она применима и в современной скульптуре. Будучи всегда обречённой на изображение личности, она (аллегория) принуждена часто давать как аллегорическое обособление то, что греческая скульптура могла давать в виде индивидуального и полного образа жизни бога.
В форме аллегории написаны, например, роман Джона Буньяна «Путешествие Пилигрима в Небесную Страну», притча Владимира Высоцкого «Правда и Ложь».

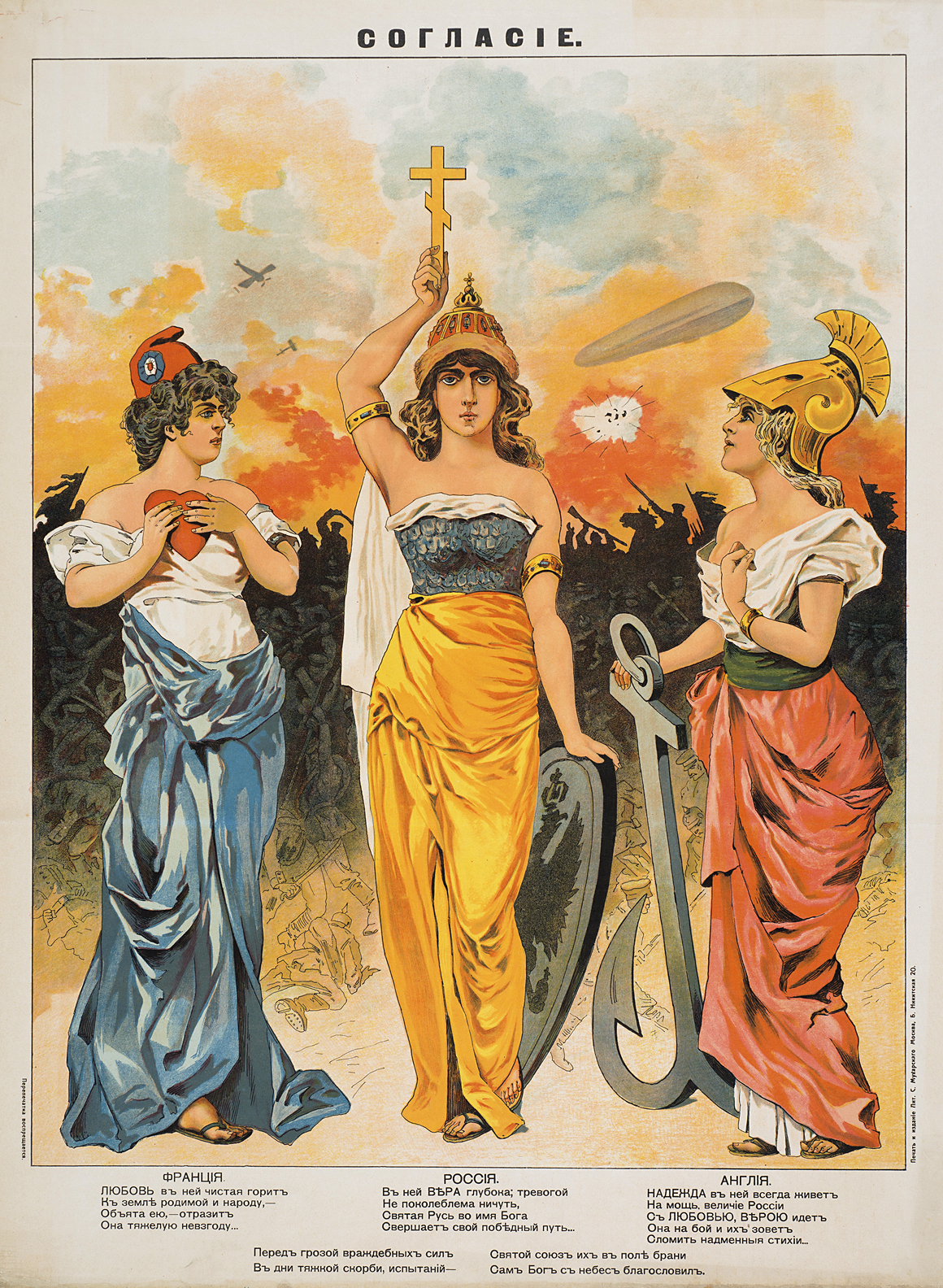
«Согласие» (три аллегории: три девушки в одеждах национальных цветов), русский плакат, 1914 год.
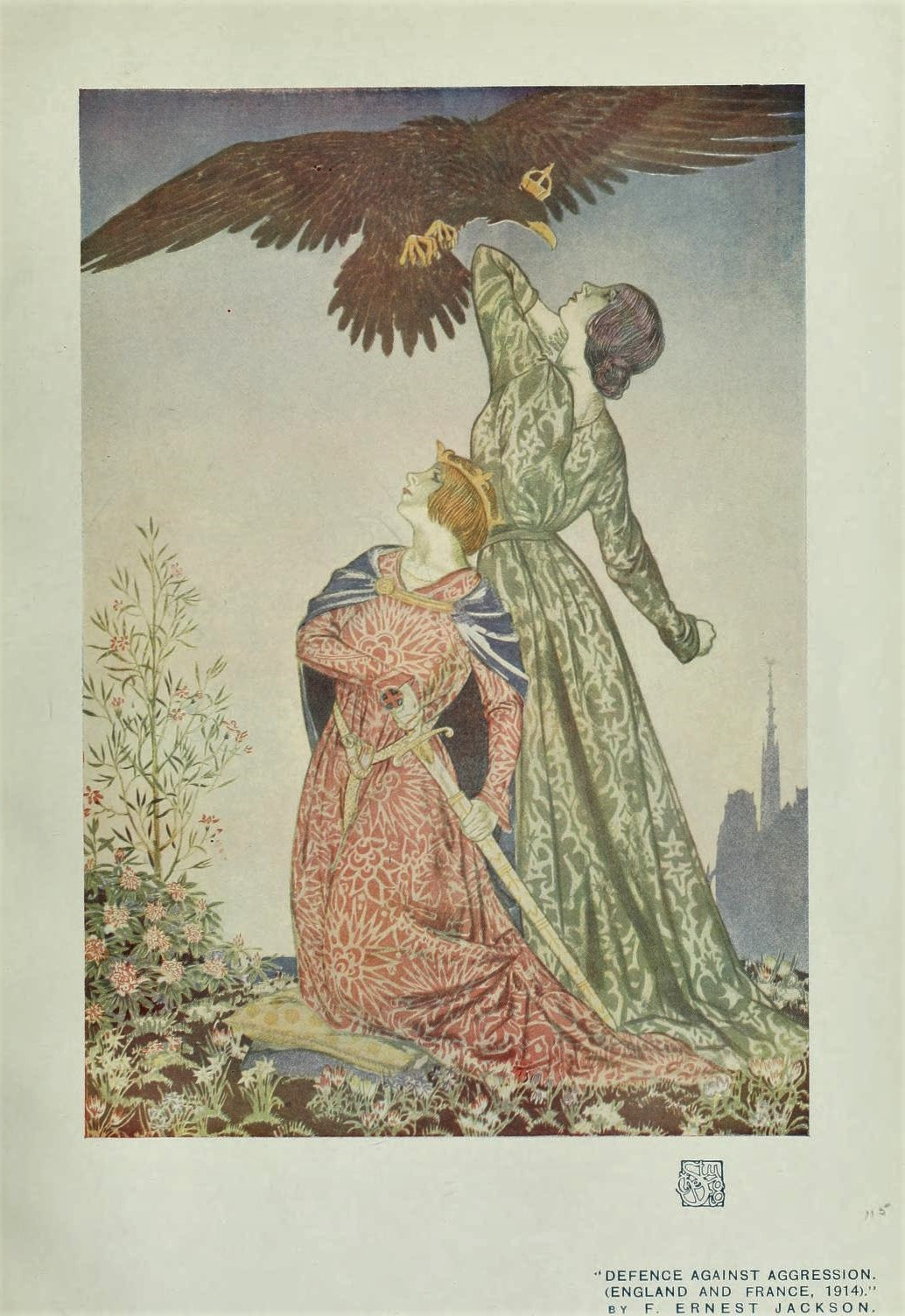
«Защита от агрессии», три аллегории: Две девушки (французская республика и английская империя) защищаются от орла (Германская империя), английская гравюра,  Фрэнсис Эрнест Джексон, 1914 год.